# Conistra fornax
Conistra fornax är en fjärilsart som beskrevs av Butler 1878. Conistra fornax ingår i släktet Conistra och familjen nattflyn. Inga underarter finns listade i Catalogue of Life.